# Punkt konstrukcyjny
Punkt konstrukcyjny (punkt kalkulacyjny, punkt K, punkt krytyczny) – punkt na profilu skoczni narciarskiej, według którego ustala się noty za odległość skoku w Pucharze Świata, Pucharze Kontynentalnym i Letniej Grand Prix. Umiejscowienie punktu K zależy od rodzaju skoczni.
W międzynarodowych zawodach w skokach narciarskich od tego punktu liczona jest punktacja, tzn. za każdy metr za punktem K zawodnik otrzymuje odpowiednio więcej punktów, zaś za każdy metr przed punktem K zawodnik otrzymuje odpowiednio mniej punktów. Na skoczniach dużych za osiągnięcie punktu K zawodnik otrzymuje 60 punktów, a za każdy metr więcej otrzymuje dodatkowe 1,8 punktu. Na skoczniach normalnych sytuacja jest podobna, jednak za każdy dodatkowy metr skoczek otrzymuje 2 punkty. Zupełnie inaczej jest w przypadku skoczni mamucich, na których za osiągnięcie punktu kalkulacyjnego otrzymuje się 120 punktów, lecz za każdy metr 1,2 punktu.

## Punkt K na poszczególnych skoczniach
Opracowano na podstawie dokumentu Międzynarodowej Federacji Narciarskiej.
- na skoczniach małych – do 44 metrów
- na skoczniach średnich – od 45 do 74 metrów
- na skoczniach normalnych – od 75 do 99 metrów
- na skoczniach dużych – od 100 do 169 metrów
- na skoczniach mamucich – powyżej 170 metrów